# Pongsaklek Wonjongkam
Pongsaklek Wonjongkam (ur. 11 sierpnia 1977 w Nakhon Ratchasima) – tajski bokser, dwukrotny mistrz świata w wadze muszej WBC (2001-2007, 2010-?) oraz magazynu The Ring. W latach 2001–2007 siedemnastokrotnie obronił swój pas co jest rekordem w jego wadze.
Zawodową karierę rozpoczął w 1994. Po siedmiu wygranych walkach doznał pierwszej zawodowej porażki z Jerrym Pahayahayą. Następnie po dwóch wygranych znów przegrał z Pahayahayą. Po tej walce legitymował się bilansem 9-2. W 1997 został mistrzem świata WBU w wadze junior muszej. Tytułu nigdy nie bronił.

## Mistrz świata WBC 2001-2007
W 2001 roku dostał szansę walki o pas mistrza świata federacji WBC w wadze muszej z niepokonanym Filipińczykiem Malcolmem Tunacao. Walka zakończyła się już w pierwszej rundzie zwycięstwem Wonjongkama przez technicznych nokaut.
W czwartej obronie pasa Tajlandczyk zmierzył się z Japończykiem Daisuke Naitō. Nokautując go w 34 sekundzie pojedynku. Jest to do dziś niepobity rekord szybkości nokautu w wadze muszej.
Później Wonjongkam obronił pas jeszcze trzynaście razy. Jedną z obroną była między innymi walką Wonjogkam – Naitō II, czy z Husseinem Husseinem.
W osiemnastej obronie po 53 wygranych walkach przegrał z Naitō walkę na punkty (113-116, 113-115, 113-116), tracąc po sześciu latach pas mistrza WBC. W marcu 2008 roku doszło do czwartego starcia Tajlanczyka z Japończykiem. Walka zakończyła się remisem, więc Naitō zachował pas.

## Tymczasowy mistrz świata WBC 2009-2010
24 kwietnia 2009 roku w Tajlandii doszło do walki o tytuł tymczasowego mistrza świata federacji WBC w wadze muszej pomiędzy Wonjongkamem a Julio Césarem Mirandą. Walkę wygrał Tajlanczyk na punkty (117-111, 119-110, 118-109).
W sierpniu tego samego roku Wonjongkam bronił pas z Takahisą Masudą. Wonjongkam wygrał walkę przez TKO w 6 rundzie.

## Mistrz świata WBC 2010 -?
W międzyczasie Daisuke Naitō stracił pas mistrza świata federacji WBC w wadze muszej na rzecz Kōki Kamedy. 27 marca 2010 roku w Tokio doszło między nimi do starcia, które wygrał Tajlandczyk na punkty (114-114, 116-112, 115-112) i po trzech latach odzyskał pas mistrza.
Do pierwszej obrony tytułu doszło 8 października 2010. Pokonał jednogłośnie na punkty rodaka Suriyana Sor Rungvisaia. 
Kolejny raz obronił tytuł 1 lipca 2011 pokonując po świetnym pojedynku Tokuya Kagawę (Japonia) wyraźnie na punkty. 23 grudnia stoczył pojedynek z Japończykiem Hirofumi Mukai. Po przypadkowym zderzeniu głowami w pierwszej rundzie Mukai był niezdolny do walki i została ona zakończona technicznym remisem. 